# Adetus mucoreus
Adetus mucoreus là một loài bọ cánh cứng trong họ Cerambycidae.